# Solo (Alsou)
Solo è un singolo della cantante russa Alsou, pubblicato nel 2000 come primo estratto dal sesto album in studio eponimo.
Ha rappresentato la Russia all'Eurovision Song Contest 2000, classificandosi al 2º posto con 155 punti.

## Tracce
Testi e musiche di Andrew Lane e Brandon Barnes.
1. Solo (radio remix) – 2:49
2. Solo (Love to Infinity radio remix) – 3:27
3. Solo (Club remix) – 7:07
4. Solo (Love to Infinity remix) – 6:24